# Torchamp
Torchamp település Franciaországban, Orne megyében. Lakosainak száma 300 fő (2022. január 1.). Torchamp Saint-Mars-d’Égrenne, Ceaucé, Domfront en Poiraie, Saint-Brice és Saint-Fraimbault községekkel határos.

## Népesség
A település népessége az elmúlt években az alábbi módon változott:
| Lakosok száma | 294  | 293  | 297  | 295  | 297  | 299  | 301  | 301  | 300  |
|               | 2013 | 2015 | 2016 | 2017 | 2018 | 2019 | 2020 | 2021 | 2022 |